# Symbolisk rasism
Symbolisk rasism, alternativt dold rasism eller förtäckt rasism, är ett begrepp som används inom samhällsvetenskapen för att beskriva en form av fördomar som är subtilare och mer indirekta än öppen rasism. Symbolisk rasism uttrycks ofta genom att förringa historisk och nutida rasdiskriminering och ojämlikhet, och genom att hävda att framsteg i jämlikhet redan har uppnåtts.
Symbolisk rasism kan också yttra sig i form av kulturella fördomar och stereotyper som används för att legitimera ojämlikhet mellan olika grupper. Dessa fördomar kan ta form av negativa attityder eller uppfattningar om grupper baserat på föreställningar om ras, etnicitet, kön eller sexuell läggning.
Symbolisk rasism har en stark koppling till politisk ideologi och kan ofta ses som en form av konservatism. Det kan också vara en motreaktion mot förändringar som syftar till att främja jämlikhet och rättvisa.

## Begreppet
Symbolisk rasism (även kallat modern-symbolisk rasism, modern rasism, symboliskt fördomsfullt tänkande och rasistisk bitterhet) är ett sammanhängande system av övertygelser som återspeglar en underliggande en-dimensionell fördom gentemot en etnisk grupp. Dessa övertygelser inkluderar stereotypen att svarta människor är moraliskt underlägsna vita människor, och att svarta människor bryter mot traditionella vita amerikanska värden såsom hårt arbete och självständighet. Symbolisk rasism är dock mer av ett generellt begrepp än ett som är specifikt relaterat till fördomar gentemot svarta människor. Dessa övertygelser kan leda till att individer diskriminerar mot svarta människor och rättfärdigar denna diskriminering. Vissa människor betraktar inte symbolisk rasism som fördomar eftersom den inte är direkt kopplad till ras utan är indirekt kopplad genom sociala och politiska frågor.
David O. Sears och P.J. Henry karakteriserar symbolisk rasism som uttryck eller godkännande av fyra specifika teman eller övertygelser:
- Svarta människor möter inte längre mycket fördomar eller diskriminering.
- Svarta människors bristande framsteg beror på deras ovilja att arbeta tillräckligt hårt.
- Svarta människor kräver för mycket för snabbt.
- Svarta människor har fått mer än de förtjänar.

Symbolisk rasism är en form av modern implicit rasism, eftersom den är mer subtil och indirekt än mer öppna former av rasism, såsom Jim Crow-lagarna. Eftersom symbolisk rasism utvecklas genom socialisation och dess processer sker utan medvetenhet, kan en individ med symboliskt rasistiska övertygelser verkligen motsätta sig rasism och tro att de inte är rasistiska. Symbolisk rasism är kanske den mest utbredda samtida formen av rasism.
Konceptet med symbolisk rasism har kritiserats för att över tid vara inkonsekvent i tillämpning och som koncept, och att det ofta är frågan om "gammeldags" rasism snarare än en modern form.

## Definition
Efter medborgarrättsrörelsen minskade den biologiska rasismen tillsammans med segregationen i USA. Vissa människor tror att nya former av rasism började ersätta äldre former av rasism. Symbolisk rasism är ett begrepp som myntades av David Sears och John McConahay år 1973 för att förklara varför de flesta vita amerikaner stödde principer om jämlikhet för svarta amerikaner, men mindre än hälften var villiga att stödja program som var utformade för att genomföra dessa principer. Den ursprungliga teorin beskrev tre definitiva aspekter av symbolisk rasism:
1. En ny form av rasism hade ersatt gammaldags Jim Crow-rasism, eftersom den inte längre var populär och inte längre kunde påverka politiken, eftersom endast en liten minoritet fortfarande accepterade den.
2. Motstånd mot svarta politiker och riktade politiska åtgärder påverkas mer av symbolisk rasism än av någon verklig eller påstådd hot mot vita personers egna liv.
3. Ursprunget till denna form av rasism låg i tidigt socialiserade negativa känslor om svarta personer som var förknippade med traditionella konservativa värderingar.

Begreppet symbolisk rasism har utvecklats över tiden, men de flesta skrifter definierar för närvarande symbolisk rasism som innehållande fyra teman:
1. Rasdiskriminering är inte längre ett allvarligt hinder för svarta människors möjligheter till ett gott liv.
2. Svarta människors fortsatta nackdelar beror till stor del på deras ovillighet att arbeta tillräckligt hårt.
3. Svarta människors fortsatta krav är obefogade.
4. Svarta människors ökade fördelar är också obefogade.